# Makový mužíček
Makový mužíček je kniha pro děti, jejímž autorem je František Nepil a která byla poprvé vydána roku 1976. Příběhy makového mužíčka, o kterého se starají babička s dědečkem, jsou provázeny ilustracemi od Josefa Palečka. Kniha je rozdělena do 28 kapitol, v každé z nich je popisováno krátké dobrodružství, či životní etapa, makového mužíčka. Podle knihy byl v roce 1979 natočen i stejnojmenný kreslený večerníček v režii Bohuslava Šrámka.

## Děj
Kniha vypráví o babičce s dědečkem, kteří byli velmi chudí, a žili v malé chaloupce, na samém kraji lesa. Na Štědrý den se společně vydají  na jarmark, i přes to, že nemají ani jeden groš. Babička přinesla dědečkovi jednu kapří šupinu, ze které uvařila skvělou rybí polévku. A dědeček jí přinesl zrníčko máku. Poté, co ho babička zasadila, mák vyklíčil, rychle vyrostl, vykvetl a nakonec uzrál v makovici. Co se nestalo, uprostřed makovice, nalezli babička s dědečkem malého makového mužíčka. 
Oba stařečci mají z makového mužíčka, i přes jeho maličkost, obrovskou radost. Dědeček se s babičkou ale dosti hádá, neboť ne neshodují na výchově makového mužíčka. Dědeček ho učí mluvit, chodit a číst, babičce ale přijde, že je na to makový mužíček ještě příliš malý. 
Jednoho dne však vyleze makový mužíček na půdu, kde najde, krom jiného, i makovičku. Z makovičky vysype pár makových semínek, a poté, co si je nasype na svá očka, usne. Zjistí tedy, že tato semínka z makovičky mají schopnost uspávat, a k jeho velkému překvapení z makovičky semínka  vůbec neubývají. A tak makový mužíček pomáhá různým zvířátkům s usínáním. Nakonec se novina, že makový mužíček umí přívést každého ke spánku, rozkřikla i mezi lidi, kteří makovému mužíčkovi za uspávání nosí  všelijaké dary. A tak se babička s dědečkem a makovým mužíčkem, mají konečně dobře. 

## Přijetí
Miroslav Tmé v recenzi připomněl, že František Nepil má s tvorbou původních pohádek již nemalé zkušenosti a Makový mužíček není jeho prvním románem tohoto žánru. Podle Tmého je v oblasti pohádkové fantazie velmi obtížné přijít s neotřelými motivy a jde spíše o styl, kterými jsou příběhy vyprávěny. Nepil se nesnažil jít zcela novou cestou a jeho pohádky čerpají základní atmosféru z klasického folklorního dědictví, ale z hlediska tradičních pohádkových formulí se od lidové pohádky odchyluje. Jeho Makový mužíček je vlastně pohádkovým pásmem, řada epizod, které spojuje postava hrdiny. Důraz je kladen na spontánnost vyprávění, využívání lidové slovní zásoby a obratů a přiměreně poetické metaforiky. Odkazem je pak podle Tmého hledání zkušeností, směřování k činorodosti a prospěšnosti pro ostatní.
Podle Jaroslava Provazníka je Makový mužíček pokračováním Nepilovy dosavadní poetiky křehkého, jemného a jaksi decentního humoru, a dokonce její „nejdůslednější realizací“. Podle Provazníka je Makový mužíček je nejkrásnější a nejčistší kniha, jakou kdy František Nepil dětským i dospělým čtenářům nabídl, a to ať už bereme v úvahu jeho „pohádky pro dospělé“ jako Satane, kde jsi byl? (1966), Prázdniny s dětmi (1966), Jak se staví chalupa (1968), nebo knihy pro děti jako Pekelná pohádka (1967) či Lišky, dobrou noc (1971). Srovnání je možné s tvorbou Václava Čtvrtka. Oba autoři uplatňují epizodickou kompozici, u Nepila však dochází k zásadnímu posunu – nejde jen o nové a nové situace, které hrdina vynalézavě vyřeší, ale také o vývoj hlavní postavy a objevování sebe sama.